# Феліче Евакуо
Феліче Евакуо (італ. Felice Evacuo, нар. 23 серпня 1982, Помпеї) — італійський футболіст, нападник клубу «Трапані».
Він був найкращим бомбардиром Кубка Італії в сезонах 2010/11 і 2013/14 роках, а у сезоні 2012/13 став найкращим бомбардиром Леги Про, третього за рівнем дивізіону країни. Крім того з 161 голами він є другим найкращим бомбардиром в історії Серії C.

## Клубна кар'єра
Народився 23 серпня 1982 року в місті Помпеї. Вихованець футбольної школи клубу «Турріс». Дорослу футбольну кар'єру розпочав 2000 року в основній команді того ж клубу, в якій провів один сезон, взявши участь у 10 матчах Серії С2.
У 2002 році він був куплений «Лаціо», у складі якого дебютував у Серії А 27 січня 2002 року в матчі проти «Торіно» (0:1), замінивши Стефано Фйоре в 77-й хвилині. 17 березня він зіграв ще один матч, його замінив його по перерві Клаудіо Лопес. Цей матч став для Феліче другим і останнім в кар'єрі у вищому дивізіоні країни. Для отримання ігрової практики гравця здавали в оренди в клуб Серії С2 «Флоренція Віола», а потім клубу Серії С1 «Вітербезе».
Влітку 2004 року він перейшов у «Авелліно» з боку Серії С1 і в першому ж сезоні забив 8 голів ліги і допоміг команді вийти до Серії Б. Втім у другому дивізіоні не заграв і провівши лише один матч, у вересні повернувся до Серії С1, де на правах оренди грав за «Торрес». Перед сезоном 2006/07 він повернувся до «Авелліно», що вилетів до Серії С1 у червні 2006 року. В першому ж сезоні з 16 голами в 31 матчі від допоміг повернути команду до другого дивізіону.
У липні 2007 року він підписав 3-річний контракт з «Фрозіноне» і в сезоні 2007/08 став другим найкращим бомбардиром команди після Франческо Лоді. Але в серпні 2008 року він перейшов в інший клуб третього дивізіону «Беневенто». Відіграв за команду з Беневенто наступні три сезони своєї ігрової кар'єри. Більшість часу, проведеного у складі «Беневенто», був основним гравцем атакувальної ланки команди і одним з головних бомбардирів команди, маючи середню результативність на рівні 0,51 голу за гру першості, а у сезоні 2010/11 став найкращим бомбардиром національного кубка з 5-ма голами.
14 липня 2011 року на правах вільного агента перейшов у «Спецію», з якою у першому сезоні вийшов до Серії Б, а також виграв Кубок та Суперкубок Леги Про. Втім знову у другому дивізіоні не затримався і у вересні повернувся в Легу Про, ставши гравцем клубу «Ночеріна». За підсумками сезону 2012/13 він з 16 голами став найкращим бомбардиром Леги Про, а команда закінчила сезон на четвертому місці, втім в плей-оф програла «Латині» і не підвищилась у класі.
1 липня 2013 року перейшов у «Беневенто» і знову став з трьома голами разом з кількома іншими гравцями найкращим бомбардиром Кубка Італії 2013/14.
9 липня 2014 року Феліче перейшов у «Новару» за 700 тис. євро. З цією командою Евакуо в першому ж сезоні виграв Легу Про, вийшовши до Серії Б, а також виграв Суперкубок Леги Про.
6 липня 2016 року він перейшов до «Парми», яка щойно вийшли до Леги Про, підписавши дворічний контракт, втім вже через півроку, 30 січня 2017 року, був відданий в оренду в «Алессандрію», а влітку того ж року перейшов у інший клуб третього дивізіону «Трапані». Станом на 20 травня 2018 року відіграв за команду з Трапані 32 матчі в національному чемпіонаті.

## Виступи за збірну
2002 року залучався до складу молодіжної збірної Італії. На молодіжному рівні зіграв у 2 офіційних матчах.

## Статистика виступів

### Статистика клубних виступів
| Сезон                 | Команда               | Чемпіонат             | Чемпіонат | Чемпіонат | Національний кубок | Національний кубок | Національний кубок | Континентальні кубки | Континентальні кубки | Континентальні кубки | Інші змагання | Інші змагання | Інші змагання | Усього | Усього |
| Сезон                 | Команда               | Ліга                  | Ігор      | Голів     | Ліга               | Ігор               | Голів              | Ліга                 | Ігор                 | Голів                | Ліга          | Ігор          | Голів         | Ігор   | Голів  |
| --------------------- | --------------------- | --------------------- | --------- | --------- | ------------------ | ------------------ | ------------------ | -------------------- | -------------------- | -------------------- | ------------- | ------------- | ------------- | ------ | ------ |
| 2000–01               | «Турріс»              | C2                    | 10        | 1         | КІ-C               | 0                  | 0                  | -                    | -                    | -                    | -             | -             | -             | 10     | 1      |
| 2001–02               | «Лаціо»               | A                     | 2         | 0         | КІ                 | 0                  | 0                  | ЛЧ                   | -                    | -                    | -             | -             | -             | 2      | 0      |
| 2002–03               | «Флоренція Віола»     | C2                    | 20        | 2         | КІ-C               | 0                  | 0                  | -                    | -                    | -                    | -             | -             | -             | 20     | 2      |
| 2003–04               | «Вітербезе»           | C1                    | 21+2      | 5         | КІ-C               | 0                  | 0                  | -                    | -                    | -                    | -             | -             | -             | 23     | 5      |
| 2004–05               | «Авелліно»            | C1                    | 33+3      | 8         | КІ-C               | 3                  | 2                  | -                    | -                    | -                    | -             | -             | -             | 39     | 10     |
| 2005–06               | «Авелліно»            | B                     | 1         | 0         | КІ                 | 1                  | 0                  | -                    | -                    | -                    | -             | -             | -             | 2      | 0      |
| 2005–06               | «Торрес»              | C1                    | 33+2      | 16        | КІ                 | 0                  | 0                  | -                    | -                    | -                    | -             | -             | -             | 35     | 16     |
| 2006–07               | «Авелліно»            | C1                    | 31+3      | 15+1      | КІ+КІ-C            | 1+1                | 1+0                | -                    | -                    | -                    | -             | -             | -             | 36     | 17     |
| Усього за «Авелліно»  | Усього за «Авелліно»  | Усього за «Авелліно»  | 71        | 24        |                    | 6                  | 3                  |                      |                      |                      |               |               |               | 77     | 27     |
| 2007–08               | «Фрозіноне»           | B                     | 40        | 13        | КІ                 | 1                  | 0                  | -                    | -                    | -                    | -             | -             | -             | 41     | 13     |
| 2008–09               | «Беневенто»           | 1Д                    | 16        | 5         | КІ                 | 3                  | 3                  | -                    | -                    | -                    | -             | -             | -             | 19     | 8      |
| 2009–10               | «Беневенто»           | 1Д                    | 23+2      | 15+1      | КІ+КІ-ЛП           | 2+0                | 1+0                | -                    | -                    | -                    | -             | -             | -             | 27     | 17     |
| 2010–11               | «Беневенто»           | 1Д                    | 28+2      | 12+1      | КІ                 | 2                  | 5                  | -                    | -                    | -                    | -             | -             | -             | 32     | 18     |
| 2011–12               | «Спеція»              | 1Д                    | 29        | 15        | КІ                 | 2                  | 1                  | -                    | -                    | -                    | СК-ПД         | 2             | 1             | 33     | 17     |
| 2012–13               | «Спеція»              | B                     | 0         | 0         | КІ                 | 1                  | 2                  |                      | -                    | -                    |               | -             | -             | 1      | 2      |
| Усього за «Спецію»    | Усього за «Спецію»    | Усього за «Спецію»    | 29        | 15        |                    | 3                  | 3                  |                      |                      |                      |               | 2             | 1             | 34     | 19     |
| 2012–13               | «Ночерина»            | 1Д                    | 28+2      | 16        | КІ                 | -                  | -                  | -                    | -                    | -                    | -             | -             | -             | 30     | 16     |
| 2013–14               | «Беневенто»           | 1Д                    | 29+3      | 16        | КІ                 | 3                  | 3                  | -                    | -                    | -                    | -             | -             | -             | 35     | 19     |
| Усього за «Беневенто» | Усього за «Беневенто» | Усього за «Беневенто» | 105       | 50        |                    | 10                 | 10                 |                      |                      |                      |               | -             | -             | 115    | 60     |
| 2014–15               | «Новара»              | ЛП                    | 35        | 14        | КІ                 | 1                  | 0                  | -                    | -                    | -                    | СК-ЛП         | 2             | 2             | 38     | 16     |
| 2015–16               | «Новара»              | B                     | 36+1      | 13        | КІ                 | 2                  | 2                  | -                    | -                    | -                    | -             | -             | -             | 38     | 14     |
| Усього за «Новару»    | Усього за «Новару»    | Усього за «Новару»    | 72        | 27        |                    | 3                  | 2                  |                      |                      |                      |               | 2             | 2             | 77     | 30     |
| 2016–17               | «Парма»               | ЛП                    | 19        | 5         | КІ-ЛП              | 2                  | 1                  | -                    | -                    | -                    | -             | -             | -             | 19     | 5      |
| 2016–17               | «Алессандрія»         | ЛП                    | 13+4      | 2         | КІ+КІ-ЛП           | -                  | -                  | -                    | -                    | -                    | -             | -             | -             | 13     | 2      |
| 2017–18               | «Трапані»             | C                     | 32+1      | 10        | КІ+КІ-C            | 0+2                | 0                  | -                    | -                    | -                    | -             | -             | -             | 35     | 10     |
| 2018–19               | «Трапані»             | C                     | 10        | 1         | КІ+КІ-C            | 2+1                | 2+0                | -                    | -                    | -                    | -             | -             | -             | 13     | 3      |
| Усього за «Трапані»   | Усього за «Трапані»   | Усього за «Трапані»   | 42+1      | 11        |                    | 5                  | 2                  |                      | -                    | -                    |               | -             | -             | 48     | 13     |
| Усього за кар'єру     | Усього за кар'єру     | Усього за кар'єру     | 511       | 186       |                    | 30                 | 23                 |                      | -                    | -                    |               | 4             | 3             | 545    | 210    |

## Титули і досягнення
- Переможець Леги Про: 2014–15 (група А)
- Переможець першого дивізіону Леги Про: 2011–12 (група B),
- Переможець Серії C2: 2002–03 (група B)
- Володар Кубка Італії Лега Про: 2011-12
- Володар Суперкубка Італії Лега Про: 2012, 2015

### Індивідуальні
- Найкращий бомбардир Кубка Італії: 2010–11 (5 голів, разом з Самюелем Ето'о), 2013–14 (3 голи, разом з шістьма іншими футболістами)
- Найкращий бомбардир першого дивізіону Леги Про: 2012–13 (16 голів)